# Sibille e angeli
Sibille e angeli è un affresco (base 615 cm) di Raffaello Sanzio, databile al 1514 e conservato nella basilica di Santa Maria della Pace a Roma.

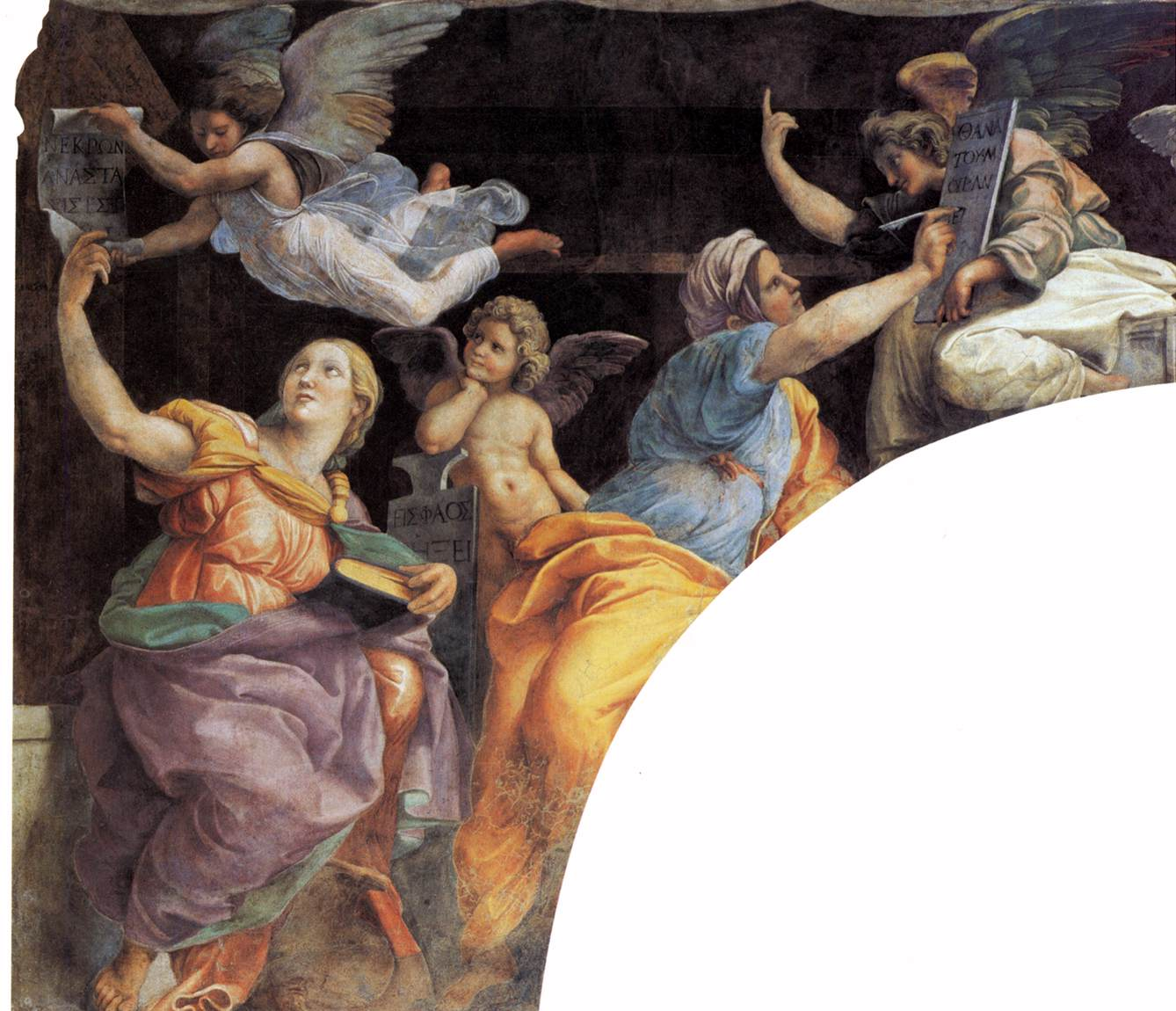
Dettaglio

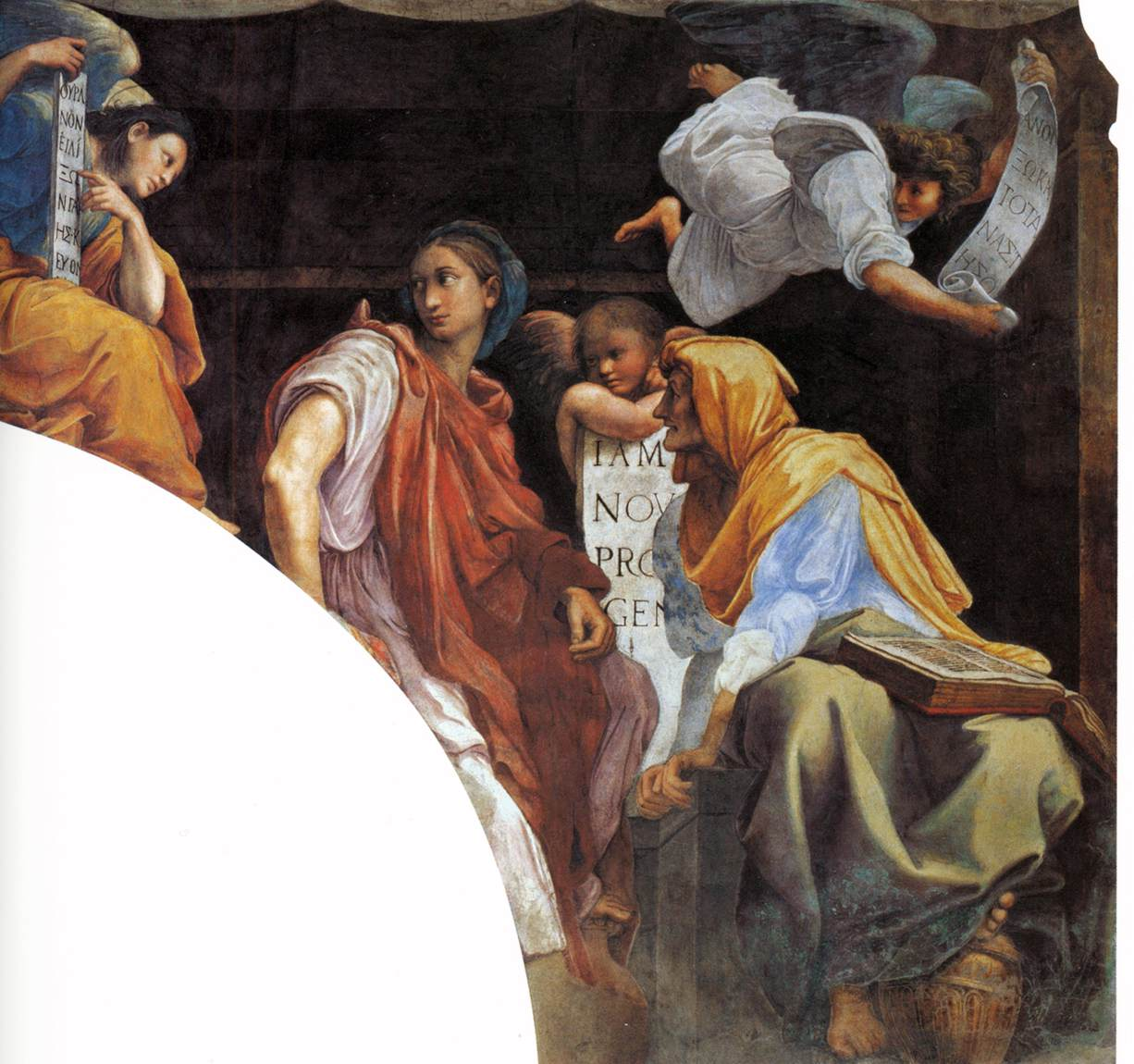
Dettaglio

## Storia
Tra il 1511 e il 1513, Raffaello ricevette una lunga serie di commissioni dal banchiere senese Agostino Chigi. Dopo aver richiesto all'artista un grande mausoleo di famiglia nella basilica di Santa Maria del Popolo (la Cappella Chigi), nel 1514 gli commissionò due grandi affreschi per decorare una sua cappella privata in Santa Maria della Pace.
Raffaello avrebbe dovuto rappresentare i più grandi esempi di virtù e sapienza del passato, nonché i primi conoscitori dell'arrivo del Messia: le Sibille e i Profeti. In quello stesso anno, l'artista, sebbene ancora sorbito dai lavori per le Stanze Vaticane, si mise all'opera sul soggetto. Nonostante alcuni danni, l'affresco viene generalmente considerato autografo, a differenza del lunettone soprastante con figure di Profeti e angeli. 
Delle sibille restano vari studi preparatori, soprattutto al British e all'Ashmolean Museum.

## Descrizione e stile
L'affresco si trova sopra l'arco nella parete di fondo della cappella, la prima a destra. Lo sfondo scuro descrive sinteticamente l'impaginazione spaziale di una stanza aperta come a sfondare illusionisticamente la parete. Al centro un putto, con una gamba poggiata su un ipotetico blocco marmoreo sulla chiave d'arco, regge la fiaccola che simboleggia l'illuminazione profetica. A sinistra si vede la Sibilla Cumana, che solleva la mano verso un angelo in volo, dove si legge in caratteri greci: "La resurrezione dei morti". Seguono un putto con la legenda "Verrà alla luce", e la Sibilla Persica, che sta scrivendo su una tavella retta da un angelo che indica il cielo: "Egli avrà il destino della morte". 
A destra un angelo indica alla Sibilla Libica (o Frigia) una tavola con scritto "Il cielo circonda il vaso della terra" (allusione a Maria); seguono un putto appoggiato a una lapide, l'unica in latino, con su scritto "Iam no[va] proge[nies]", e la Tiburtina sulla quale vola un angelo, che srotola un cartiglio con scritto: "Io aprirò e resusciterò". L'identificazione delle singole sibille non è sicura: alcuni indicano l'ultima a destra, la più vecchia, come la Cumana, la penultima come la Tiburtina, ecc.
Tutte le figure risentono dell'influenza dei Veggenti e di Michelangelo sulla volta della Cappella Sistina, dominate da torsioni del corpo, nonché delle lunette con gli Antenati di Cristo, per la varietà delle pose. La scena richiama anche l'affresco simile delle Virtù e la Legge, nella Stanza della Segnatura. Rispetto a questo precedente però la composizione è più complessa, snodandosi in un continuo richiamo di gesti e sguardi, come un festone. Gli spunti michelangioleschi sono rielaborati con maggiore libertà rispetto all'Isaia di Sant'Agostino, con l'isolamento e l'opposizione michelangioleschi rielaborati ormai in un movimento fluente e continuo che annulla l'isolamento e accentua le simmetrie, evitando però qualsiasi schematismo. 
Nei due settori del lunettone soprastante, intervallati da una finestra centinata, si trovano i Profeti e angeli: a sinistra Abacuc e Giona, a destra Davide e Daniele. Anche questi due affreschi sono attribuiti al Sanzio nella Vita scritta da Vasari, ma contraddicendosi, poiché sono poi assegnati a Timoteo Viti nella biografia di quest'ultimo. Oggi sono in genere riferite ad altri aiuti, poiché lo stile del Viti è più attardato.

## Altre immagini

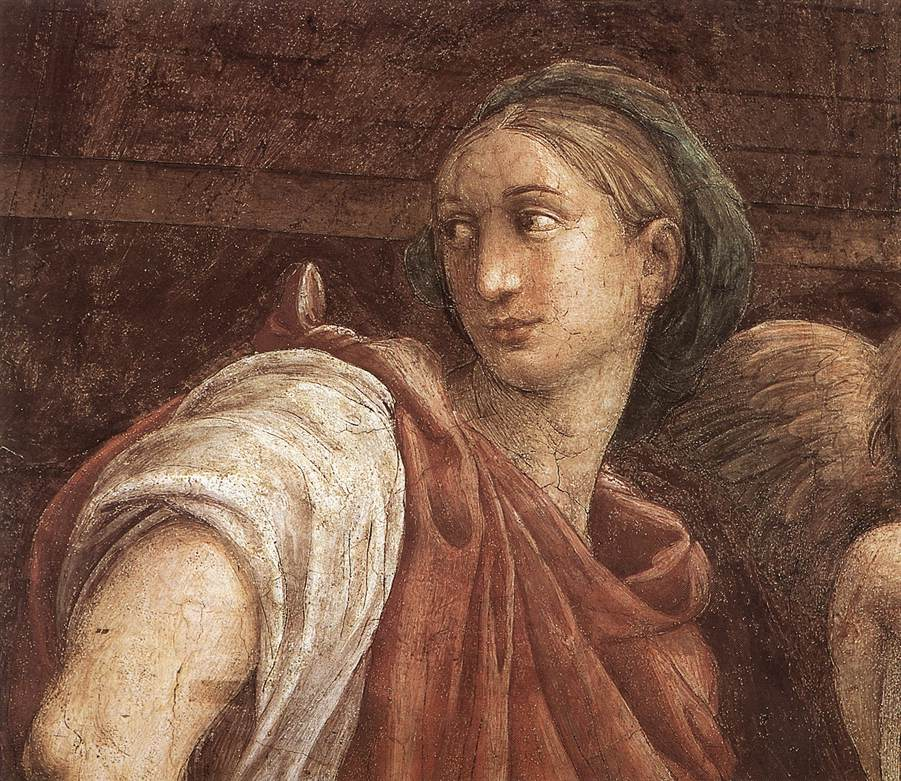
Dettaglio
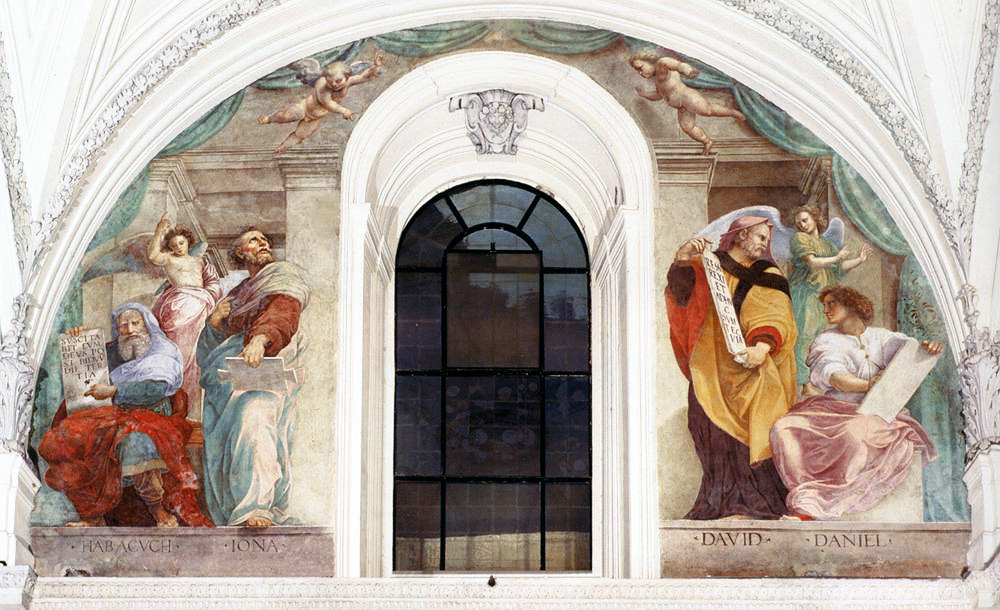
I Profeti
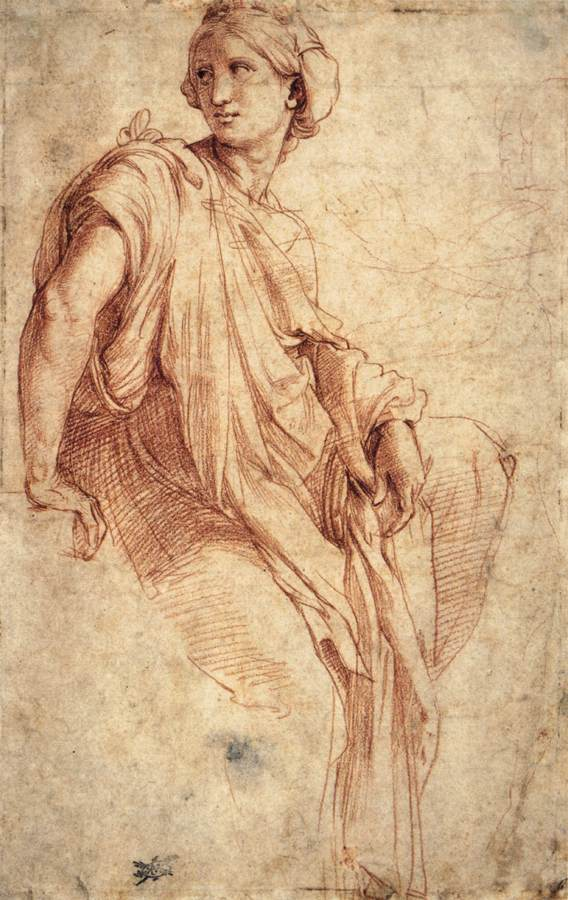
Studio per una delle sibille, British Museum
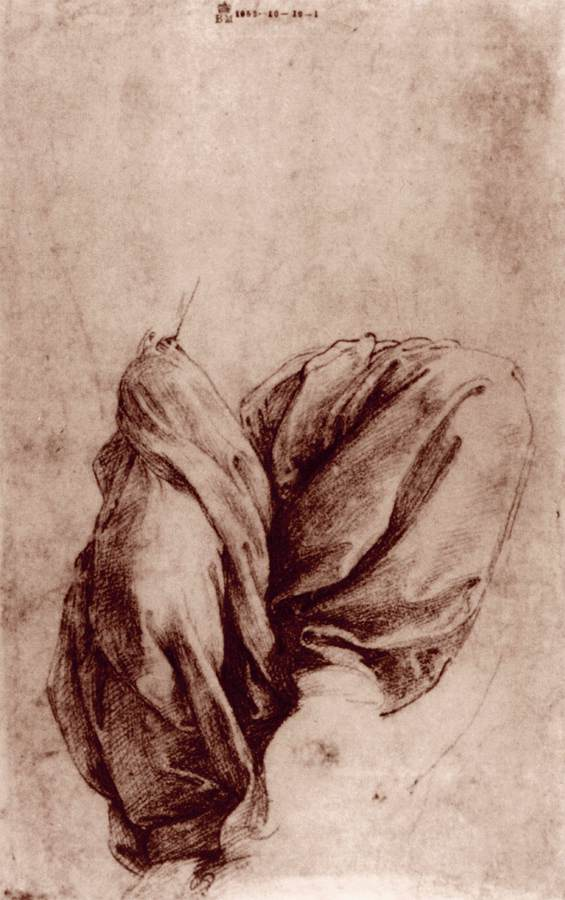
Studio per una delle sibille, British Museum